# Жан д’Есме
Виконт Жан Мари Анри д’Есменар (на френски: Jean Marie Henri d'Esmenard) е френски журналист, режисьор и писател на произведения в жанра приключенски роман, научна фантастика, пътепис и детска литература. Пише под псевдонима Жан д’Есме (на френски: Jean d'Esme).

## Биография и творчество
Жан Мари Анри д’Есменар е роден на 27 септември 1894 г. в Шанхай, Китай, в семейството на индокитайски митнически служител от остров Реюнион. Учи в Париж и през 1914 г. постъпва в индокитайския отдел на колониалното училище. След дипломирането си се насочва към журналистиката и пътешествията и пише под псевдонима Жан д’Есме. Работи в редакцията или по задачи на вестниците „Je sais tout“, „Le Matin“ и „l'Intransigeant“.
През 1936 г. заснема документалния филм „La Grande Caravane“ в източния регион на Нигер по време на пътуването с каравана до солните мини на Билма. Пише поредица от статии за „L'Écho de Paris“ за впечатленията си в Етиопия.
По време на испанската гражданска война е затворен от службите на Франко за заснемане в районите на бойни действия.
Става специалист по колониалния приключенски роман, най-известният и най-оригинален, от които е „Les Dieux Rouges“ (Червените богове), фантастичен роман, създаден във френския Индокитай. Автор е и на няколко книги за деца.
Жан д’Есме е член на Академията на отвъдморските науки, президент на Обществото на морските и колониалните писатели и на Литературното общество, на което е председател в периода 1955 – 1956 г.
Колеж, построен през 1976 г. в Сент-Мари, Реюнион, носи неговото име.
Жан Мари Анри д’Есменард умира на 24 февруари 1966 г. в Ница.

## Произведения
- Thi-Bâ, fille d'Annam (1920) – награда „Prix de Jouy“ на Френската академия
- Les Dieux Rouges (1923)
- L'Âme de la brousse (1923)
- Les Barbares (1925)
- Au dragon d'Annam (1927)
- À travers l'Empire de Menelik (1928)
- L'Île de la Solitude (1928)
- L'Île rouge (1928)
- Empereur de Madagascar (1929)
- Le Soleil d’Éthiopie (1929)
Слънцето на Етиопия, изд.: ИК „Хермес“, Пловдив (1992), прев. Радка Крапчева
- L'Homme des sables (1930)
- Afrique équatoriale (1930)
- Tornade (1931)
- Épaves australes (1932)
- Les Maîtres de la brousse (1932)
- La Terre du jour (1933)
- Fièvres (1935)
- Les Défricheurs d'empires (1936)
- Les Portes du destin (1938)
- Que la vie est belle ! (1938)
- Les Chevaliers sans éperons ()1940
- Les Nomades de la gloire (1944)
- Les Impériaux (1945)
- Le Conquérant de l'île rouge (1945)
- Chasses aux grands fauves (1946)
- Leclerc (1947)
- La Marche vers le soleil (1947)
- La Grande Horde (1948)
- Sables de feu (1949)
- La Terre du jour (1949)
- Foch (1951)
- Bournazel (1952)
- De Lattre (1952)
- Joffre (1953)
- Ce Maroc que nous avons fait (1955)
- Lions d'Afrique (1955)
- D’héroïsme et de gloire 1959 ()
- De Gaulle (1959)
- La Libération de Toulon par l'armée de Lattre (1959)
- Les Chercheurs de mondes (1960)
- Djeri à l’éléphant (1960)
- Bertrand-aux-Bois, chevalier de France (1961)
- Le Père Joffre (1962)
- Compagnons de brousse (1963)
- Le Japon héroïque (1963)
- Gallieni (1965)

### Филмография
- 1936 La grande inconnue – документален
- 1939 Les sentinelles de l'empire – документален